# Frickson Erazo
Frickson Rafael Erazo Vivero (ur. 5 maja 1988 w Esmeraldas) – ekwadorski piłkarz występujący najczęściej na pozycji środkowego obrońcy, obecnie zawodnik Atlético Mineiro.

## Kariera klubowa
Erazo jest wychowankiem zespołu El Nacional z siedzibą w stołecznym mieście Quito. W jego barwach zadebiutował w ekwadorskiej Serie A w sezonie 2006 i w tych samych rozgrywkach zdobył z Nacionalem mistrzostwo kraju. Nie potrafił sobie jednak wywalczyć miejsca w podstawowym składzie i jesień 2007 spędził na wypożyczeniu w drugoligowym Técnico Universitario. Rozegrał tam trzy spotkania, po czym wrócił do Nacionalu, w którego wyjściowej jedenastce zaczął się regularnie pojawiać w sezonie 2010, zostając jednym z czołowych stoperów ligi. Premierową bramkę w najwyższej klasie rozgrywkowej zdobył 16 czerwca 2010 w wygranym 4:0 meczu z Espoli.
Wiosną 2012 Erazo przeszedł do drużyny Barcelona SC z miasta Guayaquil.
| Sezon | Klub                  | Kraj    | Rozgrywki | Mecze | Bramki |
| ----- | --------------------- | ------- | --------- | ----- | ------ |
| 2006  | El Nacional           | Ekwador | Serie A   | 1     | 0      |
| 2007  | El Nacional           | Ekwador | Serie A   | 0     | 0      |
| 2007  | Técnico Universitario | Ekwador | Serie B   | 3     | 0      |
| 2008  | El Nacional           | Ekwador | Serie A   | 0     | 0      |
| 2009  | El Nacional           | Ekwador | Serie A   | 0     | 0      |
| 2010  | El Nacional           | Ekwador | Serie A   | 31    | 1      |
| 2011  | El Nacional           | Ekwador | Serie A   | 35    | 0      |
| 2012  | Barcelona SC          | Ekwador | Serie A   |       |        |

## Kariera reprezentacyjna
W seniorskiej reprezentacji Ekwadoru Erazo zadebiutował 21 kwietnia 2011 w zremisowanym 2:2 meczu towarzyskim z Argentyną. Pierwszego gola w kadrze narodowej strzelił 8 czerwca 2011 w zremisowanym 1:1 sparingu z Grecją. W tym samym roku został powołany przez selekcjonera Reinaldo Ruedę na rozgrywany w Argentynie turniej Copa América, gdzie był podstawowym zawodnikiem reprezentacji, rozgrywając trzy mecze, jednak Ekwadorczycy nie zdołali wyjść z grupy.